# Dezastrul de la Certej
Dezastrul de la Certej a avut loc sâmbătă 30 octombrie 1971, la ora 4:55 dimineața, fiind provocat de ruperea digului și alunecarea muntelui de steril din iazul de decantare al exploatării miniere Certej, Hunedoara.
În perioada de exploatare a iazului, între 1936 și 1971, au fost depozitate în el elemente de depunere complet diferite ca granulație, tasare și umiditate care au creat o falie de alunecare.
Digul s-a rupt pe o lățime de 80 de metri și din iaz au fost expulzați în câteva minute 300.000 m³ de steril. Nămolul toxic a acoperit, în numai un sfert de oră, zeci de kilometri pătrați, cu straturi de până la jumătate de metru.
Valul acid de steril a înghițit într-un sfert de oră și a ras de pe fața pământului șase blocuri de locuințe cu 25 de apartamente fiecare, un cămin cu 30 de camere, șapte locuințe individuale și 24 de gospodării au fost distruse sau avariate. Dezastrul a provocat 89 de morți și 76 de răniți.
Cianura folosită în procesul de extracție, care se găsea în nămolul scurs, a ars hainele de pe victime.
Toate cadavrele care au fost scoase din mâl erau goale. Deși la Primărie s-au înregistrat 82 de acte de deces, autoritățile au anunțat oficial la radio și televiziune un număr de 48 de morți, pentru a nu fi nevoite să declare doliu național.
Statul comunist i-a despăgubit pe cei care au avut de suferit în urma tragediei de la Certej.
Supraviețuitorii de la blocurile distruse au primit câte un apartament, iar cei cărora li s-au dărâmat casele au putut să-și ridice altele cu materiale de construcții primite de la autorități.
Cu numai o săptămână înainte de dezastrul de la Certej, ministrul minelor Bujor Almășan, împreună cu o comisie guvernamentală, au fost la Certej, unde au verificat iazul de decantare și au decis că acesta este încă funcțional, după care au aniversat cu mare pompă 225 de ani de minerit.
După un an de cercetări și audieri, ancheta a decis că tragedia este urmarea unor împrejurări ce nu puteau fi prevăzute. Nimeni nu a fost găsit vinovat pentru moartea celor 89 de victime ale accidentului, deși acest iaz se mai rupsese și cu cinci ani înainte, când o cantitate mare de steril s-a prăvălit, fără să fi provocat victime. Cu toate acestea autoritățile nu au îndrăznit să oprească exploatarea, nu au luat măsuri suficiente pentru asigurarea ei și au asistat la umplerea până la refuz a iazului cu reziduuri miniere. La poalele dealului, s-au ridicat între timp blocuri și cămine muncitorești pentru miile de oameni veniți în zonă.